# Lampar
Lampar is een bestuurslaag in het regentschap Boyolali van de provincie Midden-Java, Indonesië. Lampar telt 2894 inwoners (volkstelling 2010).